# Ocasnatec
Ocasnatec (Stachyurus) je jediný rod čeledi ocasnatcovité (Stachyuraceae) vyšších dvouděložných rostlin z řádu Crossosomatales. Rod zahrnuje 5 druhů dřevin s nápadně prodlouženými květenstvími, rostoucích v Asii. Některé druhy jsou v Česku zřídka pěstovány jako okrasné a sbírkové dřeviny.

## Popis
Ocasnatce jsou opadavé či stálezelené keře, liány nebo nevelké stromy se střídavými jednoduchými listy s úzkými opadavými palisty. Větévky jsou nejčastěji lysé, řidčeji za mlada pýřité. Čepel listů je na okraji pilovitá, se zpeřenou žilnatinou.
Květy jsou pravidelné, drobné, oboupohlavné nebo řidčeji jednopohlavné, kompletně 4-četné, v převislých hroznech nebo v klasech. Kališní i korunní lístky jsou volné. Tyčinek je 8. Semeník je svrchní, srostlý ze 4 plodolistů, částečně rozdělený na 4 komůrky. Čnělka je jediná, krátká, na vrcholu s lehce 4-laločnou bliznou. Plodem je mnohasemenná bobule.

## Rozšíření
Rod ocasnatec zahrnuje 12 druhů a je rozšířen výhradně v Asii. Areál rodu zahrnuje Himálaj, Čínu, Indočínu a Japonsko.
Centrum druhové diverzity je v Číně, odkud je uváděno 8 druhů, z toho 5 endemických.

## Taxonomie
Taxonomická pozice čeledi ocasnatcovité byla dlouho nejasná. Rozliční autoři ji řadili do příbuzenstva čeledí aktinidiovité (Actinidiaceae), jochovcovité (Clethraceae), Crossosomataceae, Flacourtiaceae, vilínovité (Hamamelidaceae), klokočovité (Staphyleaceae), čajovníkovité (Theaceae) nebo violkovité (Violaceae).
V současném systému je čeleď ocasnatcovité řazena do řádu Crossosomatales. Nejblíže příbuznou větví je podle kladogramů APG čeleď Crossosomataceae.

## Význam
Některé druhy jsou celkem zřídka pěstovány v botanických zahradách a arboretech, zejména ocasnatec čínský (Stachyurus chinensis) a ocasnatec časný (Stachyurus praecox).